# Kim Eun-Hee
Kim Eun-Hee es una deportista surcoreana que compitió en judo. Ganó una medalla de bronce en el Campeonato Asiático de Judo de 1991, en la categoría de –52 kg.

## Palmarés internacional
| Campeonato Asiático | Campeonato Asiático | Campeonato Asiático | Campeonato Asiático |
| Año                 | Lugar               | Medalla             | Categoría           |
| ------------------- | ------------------- | ------------------- | ------------------- |
| 1991                | Osaka (Japón)       | Medalla de bronce   | –52 kg              |